# پیتر وسلوفسکی
پیتر وسلوفسکی (اسلواکی: Peter Veselovský؛ زادهٔ ۱۱ نوامبر ۱۹۶۴) بازیکن هاکی روی یخ اهل چکسلواکی بود.